# 第20軍団 (北軍)
南北戦争中の北軍には第20軍団（XX Corps）と呼ばれた軍団が2つあった。何れもカンバーランド軍に所属していたが、両者は独立した組織で継続性はない。

## 歴史

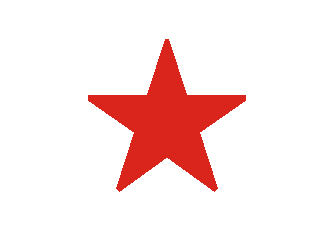
第20軍団第1師団記章

### マクックの第20軍団
最初の第20軍団はアレクサンダー・マクックが軍団長を務めた。この軍団は、ストーンズリバーの戦いの後に、カンバーランド軍（当時は第14軍団のみで構成されていた）が3つに分割されて組織されたものであった。第14軍団右翼が第20軍団、左翼が第21軍団となり、中央翼が第14軍団の名称を引き継いだ。マクックが有名だったこともあり、第20軍団は一般兵士や時には士官からももマクック軍団と呼ばれた。
カンバーランド軍のタラホーマ方面作戦では、テネシー州リバティギャップで、南軍ブラクストン・ブラッグ大将の後衛部隊と、1863年6月に小さな戦闘を行った。第21軍団が戦った唯一の大規模な戦闘は、チカマウガの戦いであったが、この2日間に渡る戦いで第20軍団は第損害を受けた。この損害のため、第20軍団はトマス・L・クリッテンデンの第21軍団と統合され、名称も第4軍団と変更された。マクックはチカマウガでの敗北の責任を問われ、軍団長を退いた。

### 軍団長
- アレクサンダー・マクック： 1863年1月9日 – 1863年10月9日

### フッカーの第20軍団
ジョセフ・フッカーは、1863年5月のチャンセラーズヴィルの戦いの敗北の責任を問われてポトマック軍司令官を解任された。しかしゲティスバーグの戦いの後、ワシントンはフッカーにポトマック軍の第11軍団と第12軍団をフッカーに預け、ブラッグに包囲されているチャタヌーガ解放のために派遣した。フッカーはワウハッチーの戦い（Battle of Wauhatchie）で決定的な役割を果たし、包囲されている北軍への連絡路を開き、「雲の上の戦い」として知られるルックアウト山の戦いにも勝利した。
1864年4月4日、アトランタ方面作戦の直前に、ウィリアム・シャーマンは第11軍団と第12軍団を統合して第20軍団とし、フッカーを軍団長としてカンバーランド軍の所属とすることを承諾した。カンバーランド軍はテネシー軍共に作戦に参加し、第20軍団は果敢に戦った。アトランタの戦いでテネシー軍司令官ジェイムズ・マクファーソン少将が戦死し、後任にオリバー・O・ハワード少将が任命された。これを不満としてフッカーは軍団長を辞任した。ハワードが彼より後任であること、またおそらくはチャンセラーズヴィルにおいてフッカーが警告していたにもかかわらず、ハワード（当時第6軍団長）が適切な防御体制を取らず、南軍ストーンウォール・ジャクソン中将の側面攻撃を許し北軍の敗北を招き、結果としてフッカーがポトマック軍司令官を解任されることとなったためであろう。フッカーの後任の軍団長は、共に前第12軍団長であったアルフェウス・ウィリアムズ、続いてヘンリー・W・スローカムが就任した。9月1日にアトランタが降伏した後、第20軍団はアトランタに最初に入城した。その後シャーマンのジョージア軍に加わり海への進軍に参加した。海への進軍ではウィリアムズが再び軍団長となり、カロライナ方面作戦まで指揮を執った（スローカムはジョージア軍司令官に昇進した）。第20軍団は12月のサバンナで大きな役目を果たし、カロライナ方面作戦の全期間を通じて多くの戦闘に参加した。特にベントンビルの戦いでは南軍ジョセフ・ジョンストン大将の反撃の大部分を吸収した。ベントンビルではジョンストンの南軍を殲滅することができなかったため、シャーマンはウィリアムズに代わってより積極的なジョセフ・マウワー（Joseph A. Mower）を軍団長に据えた。戦争終了後にワシントンの大観閲式に参加し、1865年6月に軍団は解散した。

#### 歴代軍団長
- ジョセフ・フッカー：1864年4月14日 – 1864年7月28日
- アルフェウス・ウィリアムズ：1864年7月28日 – 1864年8月27日
- ヘンリー・W・スローカム：1864年8月27日 – 1864年11月11日
- アルフェウス・ウィリアムズ：1864年11月11日 – 1865年4月2日
- Joseph A. Mower：1865年4月2日 – 1865年6月4日

## 参考資料
- (McCook's) XX Corps history
- (Hooker's) XX Corps history